# Pedro IV van Kongo
Pedro IV Nusamu a Mvemba, geboren als Pedro Constantinho Afonso, was Mwene Kongo van het Koninkrijk Kongo van 1695 tot 1718. Zijn regering markeerde het einde van de Kongolese burgeroorlog (1665-1709) door de implementatie van het roterend koningschapssysteem tussen de rivaliserende adellijke huizen. Tijdens zijn bewind speelde zich de activiteit af van Beatriz Kimpa Vita, de profetes die beweerde bezeten te zijn door de heilige Antonius.

## Vroege leven
Over Pedro IV’s vroege leven is weinig met zekerheid bekend. Hij was de stichter van het Huis Água Rosada, een dynastieke Kanda die voortkwam uit een verbintenis tussen de twee rivaliserende koninklijke geslachten Kimpanzu en Kinlaza.
Zijn politieke carrière begon onder koninklijke ballingen die zich hadden teruggetrokken in het bergachtige gebied van Kibangu, gelegen in de Serra do Canda (het huidige Angola). Na de dood van zijn broer maakte hij aanspraak op de troon van Kongo. Omdat hij echter niet in São Salvador, de traditionele hoofdstad en kroningsplaats, werd gekroond, werd zijn legitimiteit door tegenstanders betwist.

## Heerschapij
Pedro IV was betrokken bij verschillende initiatieven om de opvolgingscrisis in Kongo vreedzaam op te lossen. Deze bemiddelingspogingen vonden plaats onder leiding van Ana Afonso de Leão, een voormalige koningin, en met de medewerking van de kapucijnermissionaris Francesco da Pavia. Deze onderhandelingen bleken echter niet succesvol vanwege de aanhoudende vijandigheid tussen de rivaliserende troonpretendenten.
Begin 18e eeuw groeide de ontevredenheid onder de bevolking over Pedro’s leiderschap. Velen vonden dat hij, ondanks zijn herovering van de hoofdstad, onvoldoende had gedaan om het koninkrijk daadwerkelijk te herstellen. In 1694 probeerde Pedro zijn positie te versterken door met een gewapende colonne vanuit Kibangu naar São Salvador op te rukken, waar hij door een priester werd gekroond. Zijn overwinning was echter van korte duur: zijn belangrijkste rivaal, João II van Lemba, die eveneens aanspraak maakte op de troon, dreigde hem aan te vallen, waarop Pedro zich terugtrok. Hierna bleef hij jarenlang in de bergen opereren.
Na 1700 zette Pedro een nieuwe strategie in om São Salvador te heroveren door middel van kolonisatieprojecten. Twee groepen kolonisten werden uitgezonden: één geleid door zijn majordomus Manuel Cruz Barbosa en een andere door zijn voormalige rivaal Pedro Constantinho da Silva, met wie hij tijdelijk een bondgenootschap had gesloten.
Ondertussen verplaatste Pedro IV zijn machtsbasis van Kibangu naar Evululu, een kleinere bergvesting dichter bij São Salvador, om zijn positie voor een toekomstige herovering te versterken.

## Antonianen

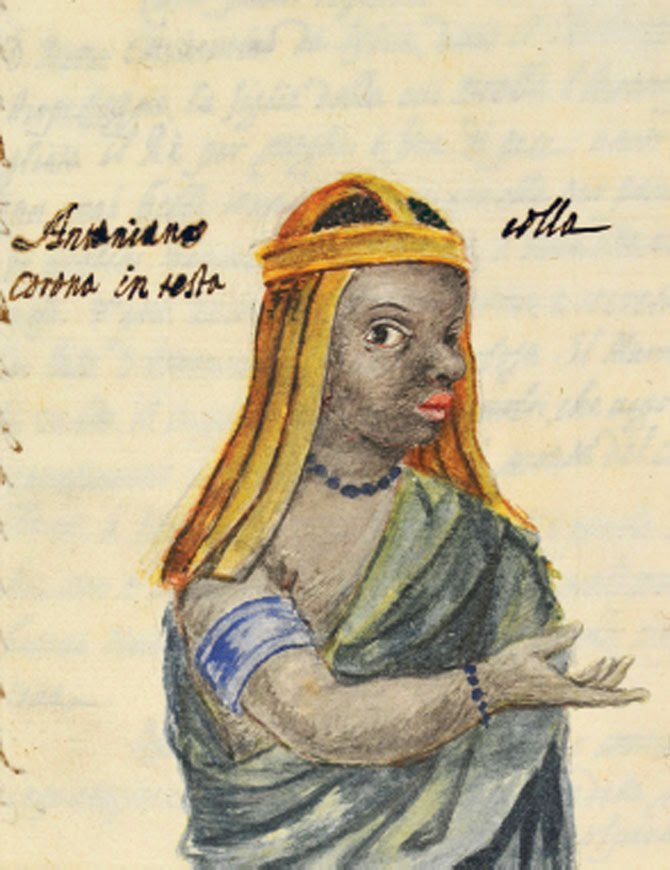
Kimpa Vita Mvita

Onder de kolonisten die werden uitgezonden om de hoofdstad te herbevolken, ontstonden messiaanse bewegingen. Verscheidene profeten kwamen op, maar de laatste onder hen, Beatriz Kimpa Vita, verwierf bijzondere populariteit. Toen zij, bewerend bezeten te zijn door de heilige Antonius, Pedro IV openlijk bekritiseerde om zijn besluiteloosheid, wilde hij haar aanvankelijk laten arresteren wegens ketterij, zoals zijn kapucijner priester Bernardo da Gallo adviseerde. Uiteindelijk greep hij echter niet in, waarop Beatriz zijn hoofdstad verliet en zelf begon met de herbevolking van São Salvador. Hierbij wist zij Pedro Constantinho da Silva aan zich te binden, wat een conflict ontketende tussen Pedro IV en zijn voormalige ondergeschikte.
In juli 1706 liet Pedro IV Beatriz nabij zijn bergvesting Evululu gevangennemen en executeren. Drie jaar later, in 1709, bezette hij eindelijk São Salvador en versloeg hij de laatste aanhangers van Pedro Constantinho da Silva. In datzelfde jaar behaalde hij een beslissende overwinning op João II van Lemba, waarmee hij zijn positie als koning consolideerde.
Volgens latere overleveringen zou Pedro IV vóór zijn dood in 1718 hebben bepaald dat het koningschap in Kongo voortaan moest rouleren tussen de rivaliserende dynastieke Kanda's. Deze regeling, bedoeld om toekomstige opvolgingsconflicten te voorkomen, markeerde het einde van een lange periode van burgeroorlog en stabiliseerde het koninkrijk voor decennia.

## Verder lezen
- (it) Saccardo, Graziano (1984). Congo e Angola : con la storia della missione antica dei Cappuccini. Curia Provinciale dei Cappuccini, Venice.
- Thornton, John K. (1983). The Kingdom of Kongo: Civil War and Transition, 1641–1718. University of Wisconsin Press, Madison. ISBN 0-299-09290-9.
- Thornton, John K. (19981998). The Kongolese Saint Anthony: Dona Beatriz Kimpa Vita and the Antonian Movement, 1684–1706. Cambridge University Press, New York and London. ISBN 0-521-59370-0.